# Robocasting
 (mai 2024).
 (mai 2024).
Si vous disposez d'ouvrages ou d'articles de référence ou si vous connaissez des sites web de qualité traitant du thème abordé ici, merci de compléter l'article en donnant les références utiles à sa vérifiabilité et en les liant à la section « Notes et références ».
 (mai 2024).
La mise en forme du texte ne suit pas les recommandations de Wikipédia : il faut le « wikifier ».
Les points d'amélioration suivants sont les cas les plus fréquents :
- Les titres sont pré-formatés par le logiciel. Ils ne sont ni en capitales, ni en gras.
- Le texte ne doit pas être écrit en capitales (les noms de famille non plus), ni en gras, ni en italique, ni en « petit »…
- Le gras n'est utilisé que pour surligner le titre de l'article dans l'introduction, une seule fois.
- L'italique est rarement utilisé : mots en langue étrangère, titres d'œuvres, noms de bateaux, etc.
- Les citations ne sont pas en italique mais en corps de texte normal. Elles sont entourées par des guillemets français : « et ».
- Les listes à puces sont à éviter, des paragraphes rédigés étant largement préférés. Les tableaux sont à réserver à la présentation de données structurées (résultats, etc.).
- Les appels de note de bas de page (petits chiffres en exposant, introduits par l'outil «  Source ») sont à placer entre la fin de phrase et le point final[comme ça].
- Les liens internes (vers d'autres articles de Wikipédia) sont à choisir avec parcimonie. Créez des liens vers des articles approfondissant le sujet. Les termes génériques sans rapport avec le sujet sont à éviter, ainsi que les répétitions de liens vers un même terme.
- Les liens externes sont à placer uniquement dans une section « Liens externes », à la fin de l'article. Ces liens sont à choisir avec parcimonie suivant les règles définies. Si un lien sert de source à l'article, son insertion dans le texte est à faire par les notes de bas de page.
- La présentation des références doit suivre les conventions bibliographiques. Il est recommandé d'utiliser les modèles {{Ouvrage}}, {{Chapitre}}, {{Article}}, {{Lien web}} et/ou {{Bibliographie}}. Le mode d'édition visuel peut mettre en forme automatiquement les références.
- Insérer une infobox (cadre d'informations à droite) n'est pas obligatoire pour parachever la mise en page.

Pour une aide détaillée, merci de consulter Aide:Wikification.
Si vous pensez que ces points ont été résolus, vous pouvez retirer ce bandeau et améliorer la mise en forme d'un autre article.
Le Robocasting est une méthode de fabrication additive qui repose sur le dépôt de cordons de pâte, couche après couche. De par son mode de fonctionnement, cette méthode ressemble beaucoup à la technique dite FDM/FFF (Fused Deposition Modeling / Fused Filament Fabrication – Dépôt de Fil Fondu), mais elle s’en différencie en s’affranchissant de la nécessité de chauffer le matériau extrudé.
Cette différence offre la possibilité d’utiliser une plus grande variété de matériaux, couvrant les polymères, les céramiques et les métaux, ainsi qu’une mise en forme plus simple des matières premières.

## Procédé
À l’instar d’autres méthodes de fabrication additive, la première étape consiste en la création d’un objet numérique sur un logiciel de conception 3D (Maya, Blender, 3DS Max…). Le fichier est ensuite envoyé dans un second logiciel, appelé slicer (l’un des plus communs étant Simplify3D), qui va décomposer l’objet numérique en couches imprimables par la machine.
La matière première, sous forme de pâte (aussi appelée encre), va être entraînée dans le système au moyen d’un piston, d’une vis sans fin, d’air comprimé, etc., et va être extrudée au travers d’une buse. Les cordons de pâte sont ainsi déposés un à un, et grâce aux déplacements dans les trois axes XYZ, les pièces fabriquées peuvent avoir une géométrie relativement complexe. La réussite de l’impression repose essentiellement, outre les paramètres d’impression à adapter à chaque pâte (vitesse d’extrusion, température et hygrométrie de la chambre d’impression, vitesse de déplacement de la buse…), sur le comportement rhéologique de la pâte. En effet, l’extrusion de la pâte se fait par l’application d’une pression sur celle-ci (vis, piston ou air comprimé), ce qui nécessite une capacité de fluidification sous contrainte de cisaillement (comportement pseudo-plastique). Concrètement, la viscosité de la pâte diminue lorsqu’elle subit une pression, ce qui lui permet d’être extrudée ; puis, dès que la contrainte est supprimée, la viscosité remonte et le cordon se maintient. Pour réguler la viscosité, les paramètres d’extrusion sont à surveiller (vitesse, température, taille de la buse, etc.), ainsi que la formulation de la pâte, qui doit être adaptée aux conditions d’impression,.

## Avantages & Inconvénients

### Avantages
La principale technique concurrente du Robocasting est la FFF. En effet, comme leur principe de fabrication repose sur le dépôt de cordons de matière les uns sur les autres, les deux procédés peuvent sembler similaires. Il existe cependant des différences importantes.
La plus grande de ces différences réside dans le type de matière première utilisée. Dans le cadre de la FFF, la matière extrudée est soit un filament polymère, soit un filament polymérique chargé d’une poudre céramique ou métallique. Ce filament est entraîné par des roues qui le guident jusqu’à une tête chauffante, puis le filament fondu est extrudé au travers de la buse, qui dépose les cordons les uns sur les autres. La plupart des polymères utilisés en FFF ont un point de fusion bien plus élevé que les températures ambiantes (Tf(PLA) ≈ 175 °C, Tf(ABS) ≈ 180–200 °C), ce qui empêche l’emploi de matériaux sensibles à la température.
Néanmoins, l’inconvénient majeur de cette méthode réside dans la complexité de la formulation des fils, puisque la teneur en poudre céramique ou métallique doit rester relativement faible pour conserver un fil flexible, mais ne doit pas être trop basse afin de ne pas fragiliser la pièce imprimée lors des étapes suivantes (déliantage et frittage).
Pour pallier ce problème, certains montages proposent d’alimenter la machine en granulés, qui sont alors fondus et forment une matière plus ou moins liquide sur laquelle une extrusion peut être appliquée (on parle de la technique PAM – Pellet Additive Manufacturing). Mais avec ce type de montage, on rencontre d’autres contraintes, comme une moins bonne résolution des pièces, un équipement plus imposant et un moindre contrôle sur l’extrusion.
Ainsi, le Robocasting permet de concevoir des pièces avec des matériaux qui ne supportent pas la chaleur (typiquement des matériaux biologiques contenant des cellules vivantes), tout en ayant un équipement de taille acceptable (comparable aux machines de FFF). De plus, tant qu’il est possible d’obtenir le matériau sous forme de poudre, une pâte est formulable, et donc le matériau peut être imprimé par Robocasting. Mais l’atout principal du Robocasting est probablement la facilité d’impression avec plusieurs matériaux en même temps. En effet, il est souvent possible d’installer plusieurs seringues sur une même machine, ce qui permet de faire des impressions multi-matériaux, et donc de coupler les avantages des matériaux au sein d’une même pièce.
Par ailleurs, comparativement aux autres méthodes de fabrication additive (SLA, Binder Jetting, etc.), le Robocasting (et la FFF) permet d’obtenir des pièces de grandes dimensions, dans des délais relativement courts et avec des crus aux propriétés mécaniques correctes. Enfin, les matières premières utilisées contenant moins de solvants organiques que les solutions photopolymérisables, le temps de déliantage des pièces est nettement plus court.

### Inconvénients
Bien que possédant des qualités indéniables, le Robocasting possède également des limites qui peuvent freiner son utilisation.
Si l’on compare la résolution des pièces obtenues grâce aux différentes techniques de fabrication additive, le Robocasting n’offre pas les meilleurs résultats. Au mieux, on peut obtenir une résolution de l’ordre de 10 µm, tandis qu’en SLA, on obtient des pièces d’une résolution inférieure au micron.
La résolution est principalement liée à la taille de la buse d’extrusion, qui doit toujours être supérieure à la taille des grains de la poudre constituant la pâte, afin de ne pas boucher la buse et ralentir, voire empêcher l’extrusion. Le souci, dans le cas du Robocasting, se manifeste justement avec la réduction de la taille des grains de poudre. On constate de grandes variations du comportement rhéologique des pâtes quand la taille des grains varie, et plus ceux-ci sont fins, plus la pâte sera visqueuse, rendant quasi impossible l’extrusion.
La formulation précise des pâtes est donc absolument indispensable pour déterminer le meilleur compromis entre une granulométrie suffisamment fine pour obtenir un rendu précis, et une pâte au comportement pseudo-plastique.

## Applications
Les domaines d’application du Robocasting sont vastes et recouvrent tous les secteurs pour lesquels la fabrication additive présente un atout. La possibilité d’utiliser les trois classes de matériaux (polymères, céramiques et métaux), ainsi que le couplage de différents matériaux pour un même objet, le rendent particulièrement intéressant pour la conception de matériaux composites et dans le domaine des électrolytes à matrice métallique ou céramique.
Le domaine d’application le plus prometteur pour cette technique consiste en la conception d’implants médicaux en biomatériaux. Plus précisément, ce sont particulièrement l’hydroxyapatite et le phosphate de calcium qui sont étudiés. Ces deux matériaux ont une composition proche de celle de l’os naturel, et ils sont bioactifs, c’est-à-dire qu’ils interagissent avec l’os (et dans le cas présent, de manière positive). L’association du Robocasting, qui permet d’obtenir des pièces denses, solides mais poreuses, avec ces matériaux, donne déjà des résultats prometteurs, laissant supposer que ce procédé tendra à devenir une alternative viable pour la conception à grande échelle d’implants médicaux personnalisés.